# Bob (personnamn)

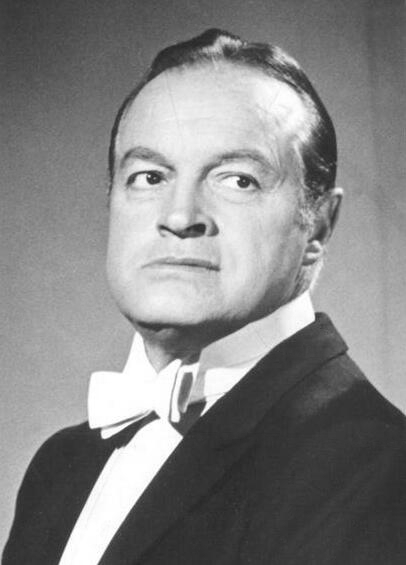
Bob Hope, 1969.

Bob är ett mansnamn som är en anglosaxisk förkortning av personnamnet Robert. Namnet Robert betyder "ära" och "ljus", och Bob har en liknande innebörd. 

## Personer med namnet Bob
- Bob Anderson
- Bob Asklöf
- Bob Asklöf
- Bob Barker
- Bob Bryan
- Bob Charles
- Bob Crompton
- Bob Dahlquist
- Bob Daisley
- Bob Denver
- Bob Dylan
- Bob Erixon
- Bob Etheridge
- Bob Evans
- Bob Ezrin
- Bob Falkenburg
- Bob Ford
- Bob Foster
- Bob Geldof
- Bob Graham
- Bob Gunton
- Bob Hope
- Bob Hoskins
- Bob Inglis
- Bob Johnston
- Bob Kelso
- Bob Latchford
- Bob Lewis
- Bob Marley
- Bob Martinez
- Bob Moore
- Bob Nystrom
- Bob Ogden
- Bob Paisley
- Bob Rock
- Bob Ross
- Bob Saget
- Bob Seger
- Bob Sinclar
- Bob Taft
- Bob Tway
- Bob Wilson
- Bob Woodward
- Bob Young
- Bob Zilla